# 帕爾涅韋
49°12′28″N 39°24′11″E / 49.20778°N 39.40306°E
帕爾內韋（烏克蘭語：Парневе）是位於烏克蘭東部的村莊，由盧甘斯克州舊比利斯克區的比洛沃茨克市鎮負責管轄。該村始建於1956年，面積1.9平方公里，海拔高度189米，2001年人口419，人口密度每平方公里220.5人。